# Car Yuan od Lianga
Car Yuan od Lianga (kineski jezik 梁元帝 Liáng Yuándì) (508. – 555.), rođen kao Xiao Yi (蕭繹), kurtoazno ime Shicheng (世誠), nadimak Qifu (七符), je bio car iz kineske dinastije Liang.  Bio je sedmi po redu sin osnivača dinastije cara Wua. U mladosti je oslijepio na jedno oko, zbog čega mu se njegova supruga princeza Xu Zhaopei rugala tako što bi ga u krevetu čekala sa samo pola našminkanog lica. Povijesni ga izvori, pak, opisuju kao sposobnog za administrativne poslove i kao velikog ljubitelja književnosti; tijekom života je tako uspio sakupiti biblioteku od čak 140.000 naslova. U vojnim i diplomatskim poslovima nije imao talenta, što je došlo do izražaja tijekom krize koju je izazvala pobuna generala Hou Jinga 549. godine. Nakon što su njegov otac i stariji brat - Jianwen - zarobljeni i uzeti za taoce, Xiao Yi je postao  de facto vođa dinastije Liang. Na tom se mjestu više posvetio eliminaciji potencijalnih suparnika za prijestolje nego borbi protiv pobunjenika, pa je Hou poražen tek 552. godine nakon čega se Xioa Yi proglasio carem. Dvije godine kasnije se uspio sukobiti sa svojim dotadašnjim saveznicima - državom Zapadni Wei, čijeg je vrhovnog komandanta Yuwen Taija uvrijedio. Trupe Zapadnog Weija su podrle na područje dinastije Liang i zauzele carsku prijestolnicu Jiangling (江陵, današnji Jingzhou u Hubeiju). Yuan je zarobljen, ali je prije toga svoju znamenitu biblioteku, ne želeći da ona padne u ruke neprijatelju, dao zapaliti zbog čega su zauvijek nestali brojni neprocjenjivi tekstovi kineske književnosti, a što se smatra jednom od najvećih katastrofa kineske historije. Yuan je nakon zarobljavanja pogubljen, a država Zapadni Wei je kao novog cara imenovala Xiao Chaa (car Xuan).